# Ачељо (Кунео)
Ачељо (итал. Acceglio) је насеље у Италији у округу Кунео, региону Пијемонт.
Према процени из 2011. у насељу је живело 68 становника. Насеље се налази на надморској висини од 1220 м.

## Становништво
Према резултатима пописа становништва 2011. у општини је живело 174 становника.
| 1931. | 1936. | 1951. | 1961. | 1971. | 1981. | 1991. | 2001. | 2011. |
| ----- | ----- | ----- | ----- | ----- | ----- | ----- | ----- | ----- |
| 1.254 | 1.069 | 911   | 658   | 509   | 355   | 238   | 197   | 174   |